# José Mario Tranquillini
José Mario Nery Tranquillini (ur. 23 października 1962 w Brasílii) – brazylijski judoka. Olimpijczyk z Barcelony 1992, gdzie zajął 21. miejsce w wadze ciężkiej.
Uczestnik mistrzostw świata w 1993 i 1995. Startował w Pucharze Świata w 1992, 1995, 1998 i 1999. Triumfator igrzysk panamerykańskich w 1995. Wygrał igrzyska Ameryki Południowej w 1994. Złoty medalista mistrzostw panamerykańskich w 1992 i brązowy w 1994. Trzeci na igrzyskach dobrej woli w 1990 roku. 

## Letnie Igrzyska Olimpijskie 1992
| Konkurencja | Eliminacje           | Klas. końcowa |
| Konkurencja | Przeciwnik I         | Miejsce       |
| ----------- | -------------------- | ------------- |
| +95 kg      | Dame Stojkow (BGR) P | 21.           |